# Norr-Billtjärnen
Norr-Billtjärnen är en sjö i Ragunda kommun i Jämtland och ingår i Indalsälvens huvudavrinningsområde. Norr-Billtjärnen ligger i Billtjärn Natura 2000-område.